# Bengt Holmström
Bengt Robert Holmström (Helsinque, 18 de abril de 1949) é um economista finlandês, professor da Cátedra Paul A. Samuelson de Economia do Instituto de Tecnologia de Massachusetts. Juntamente com Oliver Hart recebeu o Prêmio de Ciências Econômicas em Memória de Alfred Nobel de 2016.

## Publicações
- Holmström, Bengt, 1972. "En icke-linear lösningsmetod för allokationsproblem". University of Helsinki.
- Holmström, Bengt, 1979. "Moral Hazard and Observability," Bell Journal of Economics, 10(1), pp. 74–91.
- _____, 1982. "Moral Hazard in Teams," Bell Journal of Economics, 13(2), 324–340.
- _____, 1983. "Equilibrium Long-Term Labor Contracts," Quarterly Journal of Economics, 98(Supplement), pp. 23–54.
- _____, 1999. "Managerial Incentive Problems: A Dynamic Perspective," Review of Economic Studies, 66(1), 169–182.
- Holmström, Bengt, and Paul Milgrom, 1991. "Multitask Principal-Agent Analyses: Incentive Contracts, Asset Ownership, and Job Design," Journal of Law, Economics, and Organization, 7, 24–52.
- _____, 1994. "The Firm as an Incentive System," American Economic Review, 84(4), pp. 972–991.
- Holmström, Bengt, and John Roberts, 1998. "The Boundaries of the Firm Revisited," Journal of Economic Perspectives, 12(4), pp. 73–94
- Holmström, Bengt, and Jean Tirole, 1998. "Private and Public Supply of Liquidity," Journal of Political Economy, 106(1), pp. 1–40.